# Episodi di Super Vicki (seconda stagione)
Di seguito una lista degli episodi della seconda stagione della serie televisiva Super Vicki, presenti con più tabelle per l'ordine di produzione e di trasmissione originale.
L'ordine di produzione è da considerarsi più affidabile a livello narrativo dell'ordine di trasmissione originale, per evitare incongruenze con eventi non ancora accaduti.
In Italia l'ordine di trasmissione coincide quasi del tutto con quello di produzione, tranne che per la probabile assenza di 2 episodi che secondo i palinsesti ricavati dagli archivi digitalizzati di giornali come "La stampa", "La guida" ed "Il corriere dei piccoli" risultano essere stati saltati sia nel 1989, 1993, 1994 e 1996, passando sempre dall'episodio "Festa a sorpresa" all'episodio "Il nuovo lavoro" rispettando per il resto l'ordine di produzione. Per gli anni precedenti non è stato possibile risalire ai titoli degli episodi trasmessi e dunque verificare se fossero stati trasmessi almeno durante la prima visione della seconda stagione.
Curiosamente però l'immagine statica utilizzata per i titoli di coda italiani di molti episodi dalla seconda stagione alla terza, con Vicki e Jamie che tiene in braccio un pallone da basket, proviene proprio da uno di quei due episodi, "Who's the boss".
I titoli degli episodi sono stati verificati sempre tramite gli archivi online dei giornali d'epoca contenenti i palinsesti televisivi.

## Episodi in ordine di produzione e trasmissione italiana[2]
| nº | Titolo originale          | Titolo italiano            | Prima TV USA      | Prima TV Italia       |
| -- | ------------------------- | -------------------------- | ----------------- | --------------------- |
| 1  | Money, Money, Money       | Soldi, soldi, soldi        | 20 settembre 1986 |                       |
| 2  | The Shoplifter            | Festa a sorpresa           | 22 novembre 1986  |                       |
| 3  | My Mother the Teacher     |                            | 27 settembre 1986 | Probabilmente inedito |
| 4  | Who's the Boss?           |                            | 1º novembre 1986  | Probabilmente inedito |
| 5  | Moving Up                 | Il nuovo lavoro            | 10 gennaio 1987   |                       |
| 6  | Neighborhood Watch        | Ladri in casa              | 6 dicembre 1986   |                       |
| 7  | P-P-Paula                 | Il difetto                 | 8 novembre 1986   |                       |
| 8  | Thanksgiving Story        | Giorno di festa            | 29 novembre 1986  |                       |
| 9  | Home Sweet Homeless       | Tecnica di sopravvivenza   | 11 ottobre 1986   |                       |
| 10 | The Older Woman           | Il trucchetto              | 25 ottobre 1986   |                       |
| 11 | You Gotta Have Heart      | È meglio avere un cuore    | 15 novembre 1986  |                       |
| 12 | Crazy Like a Fox          | Comprare, che passione!    | 18 ottobre 1986   |                       |
| 13 | Here Comes the Judge      | Entra il giudice!          | 4 ottobre 1986    |                       |
| 14 | Victor/Vicki-toria        | Ultimi ma belli            | 14 febbraio 1987  |                       |
| 15 | Chewed Out                | C'è puzzo di fumo          | 13 settembre 1986 |                       |
| 16 | Matchmaker, Matchmaker    | Servizio appuntamenti      | 31 gennaio 1987   |                       |
| 17 | Wally the Wimp            | Un vecchio amico           | 28 febbraio 1987  |                       |
| 18 | The Personality Kid       | Cambio di personalità      | 24 gennaio 1987   |                       |
| 19 | The Cat's Meow            | Il robogatto               | 9 maggio 1987     |                       |
| 20 | Vicki Goodwrench          | Vicki supermeccanica       | 16 maggio 1987    |                       |
| 21 | Top Secret                | Il frullatore spaziale     | 17 gennaio 1987   |                       |
| 22 | Look into My Eyes         | A me gli occhi             | 21 febbraio 1987  |                       |
| 23 | Little Miss Shopping Mall | Il ciclone                 | 7 febbraio 1987   |                       |
| 24 | Double Wedding            | Cerimonia per pochi intimi | 23 maggio 1987    |                       |

## Episodi in ordine di trasmissione originale
| nº | Titolo originale          | Titolo italiano            | Prima TV USA      | Prima TV Italia       |
| -- | ------------------------- | -------------------------- | ----------------- | --------------------- |
| 1  | Chewed Out                | C'è puzzo di fumo          | 13 settembre 1986 |                       |
| 2  | Money, Money, Money       | Soldi, soldi, soldi        | 20 settembre 1986 |                       |
| 3  | My Mother the Teacher     |                            | 27 settembre 1986 | Probabilmente inedito |
| 4  | Here Comes the Judge      | Entra il giudice!          | 4 ottobre 1986    |                       |
| 5  | Home Sweet Homeless       | Tecnica di sopravvivenza   | 11 ottobre 1986   |                       |
| 6  | Crazy Like a Fox          | Comprare, che passione!    | 18 ottobre 1986   |                       |
| 7  | The Older Woman           | Il trucchetto              | 25 ottobre 1986   |                       |
| 8  | Who's the Boss?           |                            | 1º novembre 1986  | Probabilmente inedito |
| 9  | P-P-Paula                 | Il difetto                 | 8 novembre 1986   |                       |
| 10 | You Gotta Have Heart      | È meglio avere un cuore    | 15 novembre 1986  |                       |
| 11 | The Shoplifter            | Festa a sorpresa           | 22 novembre 1986  |                       |
| 12 | Thanksgiving Story        | Giorno di festa            | 29 novembre 1986  |                       |
| 13 | Neighborhood Watch        | Ladri in casa              | 6 dicembre 1986   |                       |
| 14 | Moving Up                 | Il nuovo lavoro            | 10 gennaio 1987   |                       |
| 15 | Top Secret                | Il frullatore spaziale     | 17 gennaio 1987   |                       |
| 16 | The Personality Kid       | Cambio di personalità      | 24 gennaio 1987   |                       |
| 17 | Matchmaker, Matchmaker    | Servizio appuntamenti      | 31 gennaio 1987   |                       |
| 18 | Little Miss Shopping Mall | Il ciclone                 | 7 febbraio 1987   |                       |
| 19 | Victor/Vicki-toria        | Ultimi ma belli            | 14 febbraio 1987  |                       |
| 20 | Look into My Eyes         | A me gli occhi             | 21 febbraio 1987  |                       |
| 21 | Wally the Wimp            | Un vecchio amico           | 28 febbraio 1987  |                       |
| 22 | The Cat's Meow            | Il robogatto               | 9 maggio 1987     |                       |
| 23 | Vicki Goodwrench          | Vicki supermeccanica       | 16 maggio 1987    |                       |
| 24 | Double Wedding            | Cerimonia per pochi intimi | 23 maggio 1987    |                       |

### Soldi, soldi, soldi
- Titolo originale: Money, Money, Money

#### Trama
Appena iniziato l'anno scolastico in prima media, Jamie pensa di riprovarci con Jessica che già l'aveva deluso nell'episodio "Basta con le donne!". La ragazza è diventata ancora più snob e accetterebbe di uscire con Jamie solo in cambio di essere portata in un ristorante raffinato. Non avendo soldi accetta di farsi pagare da Warren per farsi insegnare come approcciare con le ragazze e di conseguenza si fa seguire alla Petit Maison dove dopo la cena con Jessica Warren si fa vivo chiedendo a Jamie almeno un po' di soldi per il taxi dato che gli ha dato tutti i suoi risparmi. In questo modo Jessica capisce che in realtà i soldi fossero di Warren e se ne va con lui, che se li riprende tutti e lascia a Jamie il conto da pagare, così i genitori sono costretti a chiedere a Vicki di risputare fuori il denaro del fondo di emergenza che avrebbe dovuto custodire e che aveva ingoiato.
- Nota: L'attore Gino Conforti che interpreta il cameriere (che passa dall'accento francese ad uno minaccioso italiano non appena Jamie dichiara di non avere più soldi per pagare il conto) reciterà nuovamente nella serie nell'episodio "Lo sceicco" della quarta stagione interpretando il consigliere del regale ospite.

### Festa a sorpresa
- Titolo originale: The Shoplifter

#### Trama
Essendo il compleanno di Vicki dichiarato sulle carte per l'adozione (che coincide praticamente con il giorno in cui è stata costruita essendo trascorso un anno) la Sig.ra Fernwald che si era occupata della sua adozione si presenta a casa Lawson con un regalo di compleanno.
Joan e Ted cadono dalle nuvole perché non si ricordavano della data scritta sui documenti e rigirano la questione dicendo di stare preparando una festa in segreto a cui dunque anche lei vorrà partecipare.
Nel frattempo mentre Jamie e Vicki sono ai grandi magazzini Jamie dice a Vicki che quell'orologio in vetrina piacerebbe tanto alla mamma e così Vicki se lo mette in tasca e quando Jamie lo scopre tornano indietro per restituirlo ma il proprietario se ne accorge insospettito dal diversivo di Jamie e così viene coinvolta la polizia che emette un mandato di perquisizione in casa Lawson credendo Vicki la colpevole anche di tutti gli altri furti subiti ultimamente. Sarà la Sig.ra Fernwald a convincere il proprietario a lasciar perdere, dovendo però andare a cena con lui...

### My Mother the Teacher
- Episodio probabilmente inedito in Italia[2]

#### Trama
Joan passa un concorso per diventare supplente e fa una supplenza nella classe di Jamie portando con sé Vicki a scuola per la prima volta.
- Nota: Non si hanno (ancora) prove dell'esistenza di questo episodio in italiano essendo secondo le guide TV dell'epoca stato saltato insieme all'episodio successivo nelle repliche dal 1989 al 1996 passando dall'episodio "Festa a sorpresa" a "Il nuovo lavoro" e in una guida TV la trama dell'episodio "Entra il giudice" descritta lascia intendere che sia il primo episodio dove Joan fa una supplenza nella classe di Jamie, come se nell'edizione italiana questo fosse stato cancellato.

### Who's the Boss?
- Episodio probabilmente inedito in Italia[2]

#### Trama
Jamie sogna di essere lui il padrone di casa perché anche i suoi genitori sono dei robot vestiti come Vicki e alle sue dipendenze.
- Nota: Non si hanno (ancora) prove dell'esistenza di questo episodio in italiano essendo secondo le guide TV dell'epoca stato saltato insieme all'episodio precedente nelle repliche dal 1989 al 1996 passando dall'episodio "Festa a sorpresa" a "Il nuovo lavoro".

### Il nuovo lavoro
- Titolo originale: Moving Up

#### Trama
Ted ha ricevuto un'interessante proposta da un'altra compagnia con una paga molto più alta dell'attuale (persino di quella del suo capo Brandon) ed il titolare della nuova compagnia si presenta a casa con la moglie per conoscere i Lawson.
Si dimostrano da subito bigotti, superficiali e persino razzisti quando vedono arrivare Reggie; questo fa infuriare Ted che li caccia rifiutando la proposta di lavoro.
Nel frattempo Vicki era stata programmata per fare tutto ciò che le potesse venire in mente per 24 ore per sperimentare cosa avrebbe fatto un robot dopo ciò che aveva imparato per un anno e decidendo di voler giocare a football rompe il vetro di una finestra.
- Nota: La scena della rottura della finestra è quasi identica a quella dell'episodio della prima stagione "Tale padre, tale figlio", e la finestra rotta sembra essere la stessa, ma è palesemente stata rigirata perché Joan e Ted indossano abiti diversi.

### Ladri in casa
- Titolo originale: Neighborhood Watch

#### Trama
Mentre i Lawson sono fuori invitati ad una cena, un ladro entra in casa per poi scappare via spaventato trovando Vicki nell'armadio.
Dunque il vicinato decide di organizzare una ronda di quartiere, a cui rifiuta di unirsi Brandon, dicendo di confidare solo nella sua pistola.
Ma quando i ladri entreranno proprio in casa sua sarà proprio la ronda di quartiere ad allertare le forze dell'ordine prima che possano rubare qualcosa.

### Il difetto
- Titolo originale: P-P-Paula

#### Trama
Paula è una compagna di classe di Jamie che rischia di essere bocciata perché in quanto balbuziente e sempre vittima di bullismo trova la scusa di non essere preparata per non dover raccontare il suo libro di fronte a tutta la classe intimorita dal suo problema non avendo più fiducia in nessun coetaneo, tra cui inizialmente nemmeno di Vicki, che invece la aiuta con degli esercizi speciali ed anche se non riesce a parlare perfettamente riesce almeno a smettere di balbettare per poter raccontare il suo libro e salvarsi dalla bocciatura!

### Giorno di festa
- Titolo originale: Thanksgiving Story

#### Trama
Jamie trova che il programma dei genitori su come passare la festa del ringraziamento sia noioso.
Dunque sapendo che un suo amico senza padre ha diritto ad una gita molto divertente offerta dai servizi sociali, si presenta al dipartimento con Vicki facendola piangere a fontana per dichiarare di essere povero con la madre costretta a lavorare continuamente (anche nei giorni di festa come il ringraziamento) dopo la scomparsa di suo padre uscito alcuni anni prima per andare a comprare una pizza.
L'assistente sociale si presenta a casa per verificare la sua fantasiosa storia e si conferma l'imbroglio e per punizione i genitori lo trattano come se non ci fossero in quanto Ted sarebbe disperso in qualche pizzeria e la madre non potrebbe essere lì perché sempre al lavoro. Dopo le scuse di Jamie capendo il suo errore gli viene servita la sua parte di tacchino.

### Tecnica di sopravvivenza
- Titolo originale: Home Sweet Homeless

#### Trama
Joan insegna a Jamie e Vicki che sia giusto aiutare le persone senza una casa a trovarne una, così Jamie porta in casa un barbone che abusa dell'ospitalità dei Lawson e che fa credere a Jamie che sia possibile vivere bene senza fissa dimora e senza lavorare. Una volta offertogli un lavoro da Ted il barbone scappa senza lasciare traccia. Jamie è furibondo con suo padre accusandolo di aver fatto allontanare uno suo caro amico e per dimostrargli quanto invece sia terrificante la vita da senzatetto lo porta nel vicolo dove l'aveva incontrato per fargli provare come sarebbe la vita che pensava di voler intraprendere.

### Il trucchetto
- Titolo originale: The Older Woman

#### Trama
Durante un black out Ted collega una spina alla presa sotto il braccio di Vicki che si sovraccarica fondendo alcuni circuiti guastandola per quasi tutto l'episodio, intanto si presenta Harriet chiedendo delle candele insieme alla cugina Mary, una bellissima ragazza di 16 anni di cui Jamie si invaghisce.
Si fa consigliare da Ted su come approcciarla, che gli racconta di avere usato sua madre come scusa per uscire insieme alla sua amica e finendo poi per innamorarsi invece di Joan stessa, che però sentendo per caso la storia decide di farlo soffrire per un po'.
Jamie segue il consiglio di suo padre ed invita Harriet al cinema consigliandole di portare con sé sua cugina per poi mandarla da sola con una scusa a prendersi i pop-corn per restare solo con lei. Dichiarandole poi cosa prova, Mary si infuria sapendo che sua cugina sia stata usata per arrivare a lei, inoltre avendo già un fidanzato della sua età, lo aizza contro Jamie per punirlo del modo in cui ha trattao entrambe. Così dovrà faticare molto per ottenere il perdono di Harriet, di cui stranamente qualcosa sembra importargli, almeno come amica.

### È meglio avere un cuore
- Titolo originale: You Gotta Have Heart

#### Trama
Dopo aver visto il Mago di Oz in televisione, Vicki vuole avere anche lei un cuore come l'uomo di latta e così i genitori le spiegano che per avere un cuore si deve essere generosi, donare. E lei pensa di regalare le sue cose ad Harriet che così le propone di diventare la sua amica del cuore. Finendo per farsi sfruttare regalandole anche le cose di Jamie che pensa così di riprogrammarla per richiedere tutto indietro.
Nel frattempo i Brindle gelosi l'uno dell'altra litigano minacciando di trasferirsi prima Bonnie in casa dei Lawson, che la convincono a rievocare i bei ricordi con suo marito, poi prova a farlo anche Brandon su cui faranno la stessa cosa.
Dopodiché Harriet se ne va furiosa per essersi sentita richiedere tutto indietro e dopo Vicki continua ad essere egoista anche con Jamie chiedendogli indietro anche il suo anellino saltandogli addosso per farselo restituire e venendo fermata da Ted. Adesso confusa ritorna al punto di partenza chiedendo di poter avere un cuore come l'uomo di latta. E Joan le regala il suo ciondolo a cuore per farla contenta.

### Comprare, che passione!
- Titolo originale: Crazy Like a Fox

#### Trama
Jamie e Vicki sono a fare la spesa, quando al ritorno incontrano un tale che si fa chiamare Eddie Scontomatto, che vende la sua merce (palesemente rubata o trovata tra i rifiuti) nel bagagliaio della sua auto.
Jamie compra una TV portatile per 10 dollari e 8 centesimi (il resto della spesa) per poi scoprire a casa che non funziona. Ted lo rimprovera e cerca Eddie per farsi restituire il denaro, cosa che avviene facilmente lasciandogli pure il televisore guasto, ma spingendolo a comprare qualcosa da lui. Ted finisce per cascarci e comprare una stola di volpe da lui definita rubata ad un prezzo conveniente di 250 dollari, ma Joan la rifiuta ringraziandolo ma dicendogli di non voler possedere merce rubata.
Nel frattempo Jamie fa vendere il televisore portatile rotto ad Harriet per 3 dollari da Vicki dopo essere stato intimato da Ted di non provare a truffare nessuno come Eddie aveva fatto con lui e per questo allora lo fa fare a Vicki dato che il divieto era solo per lui.
Ted prova a rintracciare Eddie per farsi restituire il denaro ma ormai è scomparso, intanto Bonnie entrata in casa loro infuriata per la truffa di Jamie a danno di Harriet vede la stola ed imbroglia Ted facendosela rivendere e Joan credendo che sia disonesto prova a farla ragionare per restituirle i soldi e riprendersela ma a quel punto Bonnie dichiara che a spingerla sia l'invidia in quanto starebbe meglio addosso a lei che a Joan e di aver fatto aumentare il suo valore a 500 dollari, a quel punto Joan perde le staffe e prova a strappargliela di dosso riuscendoci solo in parte mostrando di aver strappato una zampa a quella stola, che si dimostra essere falsa.
- Nota: L'attore Danny Wells che interpreta Eddie Scontomatto reciterà nuovamente nuovamente nello show nei panni del Sig. Lambert, un regista nell'episodio "Hollywood, che passione!" della quarta stagione.

### Entra il giudice!
- Titolo originale: Here Comes the Judge

#### Trama
Joan sostituisce temporaneamente l'insegnante nella classe di Jamie e trasforma l'aula in un piccolo tribunale...
- Nota: Questa descrizione viene riportata in una guida televisiva dell'epoca. Da come viene descritto l'episodio sembra che sia la prima volta che Joan fa una supplenza nella classe di Jamie e in effetti escludendo l'episodio probabilmente inedito sarebbe vero, almeno nell'edizione italiana. Questo indizio lascerebbe supporre che il terzo episodio della seconda stagione sia davvero inedito in Italia.

### Ultimi ma belli
- Titolo originale: Victor/Vicki-toria

#### Trama
La squadra di Baseball dove gioca Jamie è davvero scarsa e dunque lui pensa di cambiare le sorti con Vicki, però il coach Simpson (già comparso nell'episodio "Tale padre, tale figlio" della prima stagione dove era l'allenatore di football) non ammette ragazze nella squadra, così travestiranno Vicki spacciandola per suo cugino Victor. Il coach rimane estasiato dalla potenza sovrumana di "Victor" e quando la solleva colmo di gioia per aver trovato un giocatore in grado di risollevare le sorti della squadra a Vicki cade il cappello usato per nascondere i capelli ed il coach capisce che è una ragazza, ma dice che quella regola di certo non valeva per ragazze in grado di lanciare così bene!
Ted però era stato chiaro con Jamie dicendogli che non si sarebbe dovuto servire di Vicki per imbrogliare ed alla fine la sua coscienza ha la meglio facendo fingere un infortunio a Vicki copiando quello avvenuto a Ted pochi giorni prima nel lanciare una palla, in modo da poterla ritirare dalla squadra.

### C'è puzzo di fumo
- Titolo originale: Chewed Out

#### Trama
Essendo ormai in prima media da alcune settimane, Reggie e Jamie si lamentano perché vengono ancora trattati come lattanti da quelli della terza, pensando di fumare le sigarette di Ted che hanno trovato nel cestino dell'immondizia che Joan gli aveva imposto di buttare impedendogli di ricominciare a fumare.
Vicki si propone di insegnarli come si fa avendolo visto fare a Bette Davis in televisione col suo celebre "Pita pita pita!" e così anche loro penseranno di imitarla pensando che sia il modo giusto di fumare per fare colpo su Peter Watson, uno dei ragazzi più fichi del terzo anno, che invece li deride in quanto ormai nessuno di loro fuma più considerandolo "da bambini" e proponendogli invece del tabacco da masticare e nasconde le sigarette rimanenti nelle tasche del grembiule di Vicki.
Sempre con la sua smania di voler crescere chiede anche ai genitori di spostare Vicki ed il suo armadio nella loro camera, ma quando intimoriti dalla sua presenza rinunciano alla loro intimità a letto pensano di guardare la TV per addormentarsi, leggendo dalla guida che dovrebbe esserci un vecchio film di Bette Davis in TV. Sentendo quel nome Vicki si accende una sigaretta dentro l'armadio e col fumo che fuoriesce Ted e Joan temono che Vicki sia invece andata a fuoco, quando aprono l'armadio lei li accoglie dicendo "Pita pita pita!" e gli racconta anche come Jamie e Reggie abbiano fumato, che racconta di aver smesso e di essere passato al tabacco da masticare. Ted allarmato da questo risvolto lo informa della maggiore pericolosità di quella sostanza, non venendo creduto lo costringe a masticarne parecchio, facendoglielo anche ingoiare per farlo sentire male. Smetterà non solo per la bruttissima esperienza, ma anche venendo a sapere che hanno trovato un tumore nella bocca di Peter Watson, il ragazzo che gli aveva passato la scatola.
- Nota: L'attore Adam Rich che interpreta Peter Watson, interpreterà anche "Bestia" nell'episodio "Un club per Jamie" della terza stagione (quarta stagione secondo l'ordine di trasmissione)

### Servizio appuntamenti
- Titolo originale: Matchmaker, Matchmaker

#### Trama
Jamie pensa bene di comprare una bicicletta facendosi prestare i soldi dal bulletto Ernie (già visto nell'episodio della prima stagione "Il bullo") e pensando di restituirglieli mettendo su una piccola agenzia di incontri facendo compilare dei moduli dai suoi piccoli clienti che poi vengono comparati da Vicki per determinare le corrispondenze e quindi in teoria abbinarli per creare delle perfette coppie, ma invece chiedono tutti il rimborso dato che nei fatti poi non vanno per niente d'accordo.
Ernie si ripresenta dunque richiedendo i soldi dati in prestito e sotto minaccia, Jamie per guadagnare tempo prima di restituirglieli gli propone di fargli conoscere una ragazza perfetta per lui, che non sarà altro che Vicki vestita come lui, programmata per essere irriverente e ribattezzata Ernestina! Ma per fare un favore anche a Herbert, un insicuro compagno di classe di Jamie, la farà anche travestire da Marylin Monroe, nello stesso momento in cui Ernie e in casa. Così spinto dalla gelosia rivendica "Ernestina" con Herbert che bluffa fingendo di conoscere il karate costringendo Ernie alla ritirata ma pretendendo ancora i soldi da Jamie. Ted dirà di poterglieli ripagare lui avendo distrutto la bicicletta facendo manovra per parcheggiare...

### Un vecchio amico
- Titolo originale: Wally the Wimp

#### Trama
Il famoso wrestler Jesse "The Body" Ventura si presenta di fronte a Joan, ricordandole di essere usciti a volte quando erano al college. Era Wally "Semolino" Crendall, che molti anni prima di diventare il leggendario "The body" era un ragazzino mingherlino bersagliato dai bulletti, tra cui da Ted.
Quando scopre che Joan ha sposato proprio Ted accetta comunque l'invito a cena a casa Lawson e Ted saputa la notizia, credendo che sia rimasto Wally "Semolino", pensa bene di preparare tutti i suoi vecchi scherzi, avvalendosi anche dell'aiuto di Vicki.
Aprendo la porta sbianca dallo spavento ed è tardi per riprogrammare Vicki, così dapprima Jesse si vendica con ted per tutti gli scherzi, facendogli anche male, ma dopo, venendo messo al tappeto con estrema facilità da Vicki, perde tutta la fiducia in sé stesso e così Ted, mosso a compassione, per rimediare al suo comportamento infantile ed ingiusto, gli rivela di essere stato atterrato da un robot e non da una bambina vera. Jesse apprezza che gli abbia confidato un segreto che sapeva solo la sua famiglia e finge di farsi mettere KO da lui per fargli guadagnare punti con Jamie che potrà dunque credere che suo padre sia riuscito a battere il suo idolo del wrestling!
- Nota: Nonostante sia vero che Jesse Ventura non sia il vero nome del wrestler, non è nemmeno Wally Crendall. Inoltre non sembra corrispondere al vero che abbia intrapreso la carriera di wrestler per riscattarsi da un passato di prese in giro e bullismo.

### Cambio di personalità
- Titolo originale: The Personality Kid

#### Trama
Vicki va a scuola tutte le volte che Joan fa una supplenza prima di essere segnata definitivamente in classe, ma viene considerata una presuntuosa so-tutto-io per la sua attitudine a rispondere a tutte le domande prima degli altri, sapendo effettivamente a memoria tutto ciò che legge.
Per questo non solo gli altri compagni di classe ma anche Reggie dichiarano di non volerla più frequentare, anche per la sua totale assenza di personalità, così Jamie provando prima a sabotare i suoi circuiti per non farla più andare a scuola (ma fallendo grazie a Ted che scopre sempre il difetto) pensa allora di istruirla a raccontare barzellette e a disturbare le lezioni rendendosi ridicola per conquistare i compagni di classe. Il piano ha successo ma Ted si infuria e mette Jamie in punizione, che per risposta le chiede allora di "DIMENTICARE TUTTO" per farle smettere di raccontare barzellette e fare battutine ed in questo modo si formatta. Ted dice a Jamie che ha rovinato tutto il suo lavoro perché Vicki ha cancellato tutto ciò che ha imparato in più di un anno per colpa della sua istruzione per farlo sentire in colpa e responsabilizzarlo. In realtà Ted esegue periodici backup della sua memoria e dunque la ripristina.

### Il robogatto
- Titolo originale: The Cat's Meow

#### Trama
Ted pensa di fare un esperimento regalando un giocattolo a Vicki, così porta a casa una gattino robot di nome Kitty che viene però preso in simpatia da tutta la famiglia, a quel punto Vicki sembra diventare gelosa del "fratello" robot a cui vengono rivolte tutte le attenzioni, ripescando dalla sua banca dato il ricordo di quando fu Jamie ad essere geloso di lei nell'episodio "La fuga" della prima stagione.
Così scappa di casa (in cortile!) e viene invitata da Harriet a nascondersi in casa sua per far morire di paura i suoi.
Viene accolta anche da Bonnie che la fa stendere nel letto di Harriet finendo per trattare meglio lei che la sua stessa figlia, che per ripicca (e per gelosia) decide di scappare di casa a sua volta, rifugiandosi, nel divano del soggiorno dei Lawson!
Quando finalmente i Lawson riportano Harriet a casa e si riprendono Vicki, lei vedendo nuovamente Kitty dichiara di voler scappare di nuovo, ma i Lawson le spiegano che dovrebbe essere suo e che quindi non dovrebbe essere gelosa. A quel punto Vicki lo prende in braccio e sembra che l'intenzione sia quella di volerlo coccolare. Per poi invece buttarlo dalla finestra!

### Vicki supermeccanica
- Titolo originale: Vicki Goodwrench

#### Trama
Jamie cerca un lavoretto insieme a Vicki e lo trovano da un meccanico. Vicki legge alcuni libri nell'officina ed impara molte nozioni sulla meccanica diventando bravissima a riparare le auto che arrivano, ma con sorpresa le sue modifiche al sistema di iniezione permettono alle auto di percorrere 84 chilometri con un solo litro di benzina. Si fanno vivi degli imprenditori che vorrebbero acquistare il brevetto della tecnica di Vicki tra cui un ricco sceicco possessore di parecchi pozzi di petrolio per cercare invece di impedire la diffusione della tecnica sotto pagamento. In attesa di prendere una decisione però si viene a sapere che al secondo pieno di benzina il motore delle auto modificate da Vicki esplode...

### Il frullatore spaziale
- Titolo originale: Top Secret

#### Trama
Gli amici di Jamie lo prendono in giro perché Ted non fa un lavoro eccitante come quello dei loro genitori, così per dargli fiducia in sé stesso inventa di star lavorando ad un nuovo motore per razzi spaziali, ma che essendo un progetto altamente top secret, sia stato costruito ad immagine di un frullatore guasto.
Brandon Brindle, furibondo per non essere stato informato dal capo della azienda per cui lavorano ma da Harriet, ruba il frullatore guasto per scoprire i suoi segreti e lo ripara, così Ted se ne approfitta facendogli credere che invece fosse una copertura per il vero progetto top-secret, ovvero l'aspirapolvere che si era appena guastato, perché possa ripararlo al posto suo!
- Nota: Norman, il cugino di Harriet, fa un brevissimo cameo nel gruppo di amici che prendono in giro Jamie, non è solo lo stesso attore, ma viene anche chiamato per nome, anche nei titoli di coda.

### A me gli occhi
- Titolo originale: Look into My Eyes

#### Trama
La Sig.ra Fernwald si ripresenta a casa Lawson per informarli che sono stati scelti per essere premiati come famiglia adottiva dell'anno. Attendono il suo superiore che gli dovrebbe consegnare la targhetta. Ma Vicki che ha visto un programma sull'ipnosi in TV, riesce ad ipnotizzare tutta la sua famiglia e la Sig.ra Fernwald e il superiore, trasformando Joan in un'amante calda e appassionata, Ted in un gorilla, Jamie in un neonato, La Sig.ra Fernwald in una ballerina di liscio e il superiore in un cane arrabbiato!

### Il ciclone
- Titolo originale: Little Miss Shopping Mall

#### Trama
È imminente una vacanza alle bermude indetta dalla compagnia di Ted e Brandon, ma Brandon la fa annullare per i Lawson a causa di un concorso per diventare la nuova Miss dello Shopping Mall a cui Ted non accetta di dover ritirare Vicki per facilitare la vittoria ad Harriet, ma a vincerlo sarà una bambina poco brava sia a suonare il flauto che a ballare, perché i proprietari del centro commerciale e giudici del concorso, sono i suoi genitori...
In ogni caso ormai il viaggio per i Lawson è stato annullato, ma lo sarà anche per i Brindle perché un ciclone si abbatte sull'isola e di conseguenza i voli vengono cancellati, da qui il titolo italiano dell'episodio.
- Nota: Nonostante sia accreditato nei titoli di testa, Jamie in questo episodio non compare. Viene detto che è andato a passare il week-end a casa di Reggie.

### Cerimonia per pochi intimi
- Titolo originale: Double Wedding

#### Trama
Ted vuole rinnovare le promesse di matrimonio con Joan con un secondo matrimonio. I Brindle decidono di imbucarsi per risposarsi insieme a loro per sfruttare i loro preparativi per la cerimonia ed il ricevimento in casa Lawson. Al momento di entrare nel salone per farsi risposare i Brindle con uno stratagemma li anticipano per risposarsi per primi pur non essendo in casa loro e non avendo pagato niente, dunque Ted a questo punto furibondo, propone di andarsene loro di casa a sposarsi in chiesa. Con Vicki che "piange" per l'emozione.